# 青年共和党
青年共和党全国联合会（英語：Young Republican National Federation），简称青年共和党（YRNF），是美国的一个527组织，它是美国共和党的青年组织，面向年龄在 18 至 40 岁之间的美国共和党成员，并且在美国各个州都有分会。
尽管经常被混淆，但青年共和党与大学共和党是分开的。
青年共和党俱乐部兼具社交和政治性质。许多俱乐部为会员赞助各种社交活动和联谊活动。此外，青年共和党俱乐部还协助共和党政治候选人和事业。